# Сиогама-дзиндзя
Сиогама-дзиндзя (яп. 鹽竈神社) — синтоистский храмовый комплекс, расположенный в городе Сиогама.

## История
Согласно легенде, Богиня Солнца Аматэрасу, приказала трём ками — Такэмикадзути и Фуцунуси под предводительством Сиоцути-Одзи взять под покровительство территорию Тохоку. После их прибытия на Тохоку наступил период покоя, а Сиоцути-Одзи научил местных жителей извлекать соль из морской воды. В благодарность трём ками был воздвигнут храм Сиогама-дзиндзя.
Первые записи о храме Сиогама-дзиндзя были зафиксированы в 820 году н. э., в связи с освобождением храма от налогов. Храм был назначен главным святилищем провинции Муцу в 927 году н. э. В период Хэйан святыня периодически получала пожертвования от императоров, а также покровительствовала местным воинским родам, в том числе северной ветви рода Фудзивара. Во время периода Эдо святыня попала на территорию рода Датэ в княжестве Сэндай. Начиная с Датэ Масамунэ, род Датэ покровительствовал святыне, и многие из нынешних зданий датируются периодом их правления.
После реставрации Мэйдзи получила статус Национальной святыни 2-го ранга.
- Большие тории на входе
- Ворота храмового комплекса Сиогама-дзиндзя
- Хайдэн храма Сиогама-дзиндзя
- Хондэн храма Сиогама-дзиндзя

## Описание
К святыне ведет крутая каменная лестница из 202 ступеней с большими тории внизу и ярко-красными воротами Дзуисиммон наверху. За вторыми воротами находятся два из трёх хайдэнов и один хондэн, являющиеся святилищами божеств. Отдельно под прямым углом расположены хайдэн, хэйдэн и хондэн, посвящённые Сиоцути-Одзи. Каждый Хондэн построен из простого дерева в стиле нагарэ-дзукури.
Каждому из трёх ками посвящено отдельное святилище: Такэмикадзути (левое святилище), Фуцунуси (правое святилище), Сиоцути-Одзи (отдельное святилище), а сам храм Сиогама-дзиндзя посвящён ещё одному ками — Сивахико.
Также следует отметить каменные солнечные часы, созданные в 1792 году, и фонарь из меди высотой 14 футов, который был подарен храму в 1807 году.
На территории храма расположен музей, созданный в 1996 году, в котором представлены храмовые сокровища, включая мечи, доспехи, документы и предметы искусства. Также в экспозиции музея представлены предметы, связанные с производством соли.

## Постройки храмового комплекса
Пятнадцать сооружений храмового комплекса, относящихся к периоду Эдо, имеют статус национальных культурных ценностей (14 зданий и ворота тории):
- тории (1663)[1]
- левый хондэн (1704)[2]
- правый хондэн (1704)[3]
- боковой хондэн (1704)[4]
- левый хейдэн (1704)[5]
- правый хейдэн (1704)[6]
- боковой хейдэн (1704)[7]
- левый и правый хайдэны (1663)[8]
- боковой хайдэн (1663)[9]
- левый и правый коридоры кайро (1704)[10]
- боковой кайро (1704)[11]
- ворота в кайро (1704)[12]
- левое и правое храмовые ограды[англ.] (1704)[13]
- боковое храмовое ограждение (1704)[14]
- Дзуисиммон (1704)[15]